# Ристо Стијовић
Ристо Стијовић (Подгорица, 8. октобар 1894 — Београд, 20. децембар 1974) био је српски и југословенски вајар и академик САНУ.

## Биографија
Студирао је вајарство у уметничкој школи у Београду од 1912. до 1914, потом у Марсељу 1916-1917 па у Паризу у „Школи лепих уметности“ од 1917. до 1923.
У својим изјавама Стијовић се изјашњавао као Србин; о свом искуству у Француској током 1916. Стијовић пише: Ми Срби смо уживали велике привилегије тада у Француској.
У Београд се враћа 1928. Био је члан уметничке групе „Облик“. Радио је и као професор у гимназији. Члан Српске академије наука постаје 1962.
Учествовао је 1957. на изложби савремене српске скулптуре, Галерија УЛУС-а, Београд.
Радио је скулптуре у камену на згради српских железница у Немањиној, споменику културе Републике Србије.
Један је од десет уметника који су излагали на првом Октобарском салону 1960 године.

## Наслеђе
У Подгорици и Београду постоје Стијовићеви легати као самосталне институције.
Уз Сретена Стојановића, Тому Росандића и Петра Палавичинија убраја се у протагонисте српске савремене скулптуре.

## Изложбе
- Париз 1919. (више изложби све до 1928)
- Београд 1928. и 1930. са Петром и Николом Добровићем
- Ретроспективне изложбе у Београду 1936, 1951, 1969.
- Монографска изложба у Новом Саду: Спомен-збирка Павла Бељанског 2006.

## Галерија
- Потпис уметника на скулптури у парку Мањеж
- Ристо Стијовић, Акт, Народни музеј Краљево
- Скулптура у парку Мањеж, Београд
- Биста Стевана Мокрањца, Калемегдан
- Каријатида, Спомен-збирка Павла Бељанског, 1931.
- Орао, 1933.
- Девојчица, Спомен-збирка Павла Бељанског, 1936.
- Орлић, 1936.
- Сова, 1936.